# Alexandru Amiras
Alexandru Amiras a fost un cărturar și cronicar grec din Smyrna, care a trăit în jurul anului 1700.
A fost translator și ambasador al lui Carol al XII-lea al Suediei în timpul campaniilor acestuia din Balcani.
În timpul domniei lui Mihai Racoviță, a îndeplinit funcția de agent diplomatic cu Suedia, locuind în Moldova cu rangul de căminar.
De asemenea, a mai fost mediator pe lângă tătari și pe lângă maghiari și a însoțit, pe teritoriul Moldovei, trecerea solilor poloni spre Constantinopol.
Sub domnia lui Grigore Ghica al II-lea își menține funcția de agent diplomatic și devine postelnic însărcinat cu apărarea teritoriului Moldovei.
A susținut venirea la putere a domniilor fanariote.

## Scrieri
- lucrare despre viața lui Carol al XII-lea al Suediei scrisă în greacă, de la care s-a păstrat o traducere în italiană a lui Nicolae Iorga sub titlul Autentica storia di Carlo XII (1905);
- Cronica anonimă a Moldovei (1661 - 1729), numit și Pseudo-Amiras,[1] lucrare folosită ca sursă de către Charles Peyssonnel  pentru lucrarea Observations historiques et géographiques sur les peuples barbares qui on habité les bords du Danube et du Pont Euxin (1765);
- traduceri în grecește din Peyssonel și în română a lucrării lui Antonios Katiphoros Vita di Pietro il Grande (Veneția, 1735), lucrare care nu s-a păstrat.